# Cinque divorzi e un matrimonio
Cinque divorzi e un matrimonio (They Like 'Em Rough) è un film muto del 1922 diretto da Harry Beaumont e prodotto dalla Metro Pictures Corporation. Scritto e sceneggiato da Irma e Rex Taylor, è una commedia dalle sfumature drammatiche ambientata in un campo di boscaioli che aveva come interpreti Viola Dana, W.E. Lawrence, Hardee Kirkland, Colin Kenny, Walter Rodgers.

## Trama
Gli zii vorrebbero che Katherine, giovane orfana testarda e ribelle, sposasse Weathersbee ma, conoscendo il carattere della nipote, fingono di non volere incoraggiare quell'unione, convinti che in questo modo la ragazza sarà più propensa ad accettarla. Scoprendo accidentalmente il loro inganno, Katherine se ne va via di casa decisa a sposare il primo che le capita. Il "fortunato" è un boscaiolo barbuto che lei non riconosce ma che in realtà è un suo vecchio corteggiatore, Dick Wells. L'uomo accetta la sua proposta e la sposa. Al campo dei boscaioli, Katherine deve rendersi utile, mettendosi a cucinare, cosa che non la rende particolarmente felice. Mentre cerca di scappare dal marito, viene presa da Kelly, un agitatore, ma Dick la salva mettendosi a lottare selvaggiamente contro il suo avversario. Quando, dovendo essere medicato a una ferita al volto, Dick si rivela senza barba, Katherine lo riconosce e ammette di avere imparato nel frattempo ad amarlo.

## Produzione
Il film fu prodotto dalla Metro Pictures Corporation.

## Distribuzione
Il copyright del film, richiesto dalla Metro Pictures Corporation, fu registrato il 12 giugno 1922 con il numero LP17962. Nello stesso giorno, il film venne distribuito in sala negli Stati Uniti.
In Italia, venne distribuito nel 1923 dalla Metro con il visto di censura numero 18885.
Non si conoscono copie ancora esistenti della pellicola che viene considerata presumibilmente perduta.